# Hygroma colli

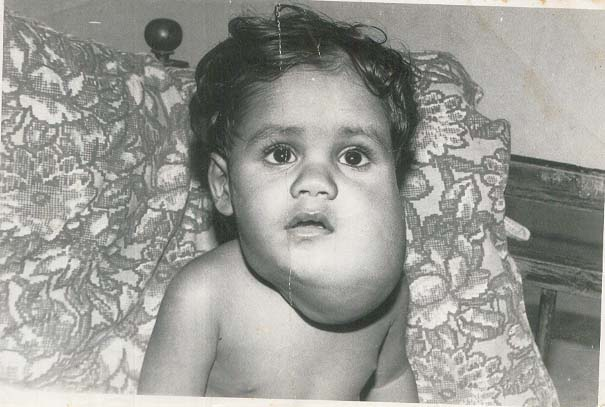
Hygroma colli

Een hygroma colli is een zwelling in de hals die ontstaat door een plaatselijke verwijding en vermenigvuldiging van lymfevaten. Dit is meestal gelokaliseerd in de zijkant van de hals en kan zeer grote vormen aannemen. Het komt even vaak voor bij jongetjes als bij meisjes (ca. 1 :12000 geboorten) en is in iets meer dan de helft van de gevallen aangeboren. Het is soms een bijverschijnsel van andere aangeboren afwijkingen zoals het syndroom van Turner, Patau, Edwards of Down. De behandeling is meestal operatief.